# Федеральна поліція Німеччини
Федеральна поліція Німеччини — федеральний правоохоронний орган в Німеччині, який підпорядкований Міністерству внутрішніх справ Німеччини. Звичайні поліцейські органи Земельної поліції (нім. Landespolizei) існують в кожній федеральній землі і підпорядковуються земельним урядам.

## Історія
В 1951 році уряд Західної Німеччини заснував Федеральну прикордонну службу (нім. Bundesgrenzschutz), в якій на початку служило 10 000 осіб. Ця служба замінила Поліцейську службу Армії США, яка охороняла західнонімецькі кордони до цього моменту. Новостворена служба була описана як мобільна і легкоозброєна поліцейська служба, хоча і до створення в 1955 році Збройних сил Німеччини виконувала роль армії. Після створення збройних сил співробітникам Федеральної прикордонної служби дали вибір: залишитись у прикордонній службі чи перейти в армію. Більшість перейшли в армію. В 1976 році підготовка офіцерів стала менш військовою і більш поліцейською, схожою на таку, яку проходять у земельних поліціях.
В 1990 році після об'єднання Німеччини Федеральна прикордонна служба поглинула західнонімецьку Залізничну поліцію (нім. Bahnpolizei) та східнонімецьку Транспортну поліцію (нім. Transportpolizei). Починаючи з 1990 року, обов'язки прикордонної служби постійно розширювались, і в 2005 році було вирішено перейменувати її в Федеральну поліцію, щоб назва більш узгоджувалася з функціями цієї служби. Також почалась заміна зелених уніформи та малюнків на машинах на сині. В 2007 році Міністерство внутрішніх справ переглянуло структуру Федеральної поліції і в 2008 структура була змінена, багато поліцейських перейшли від роботи в офісі до патрулювання.

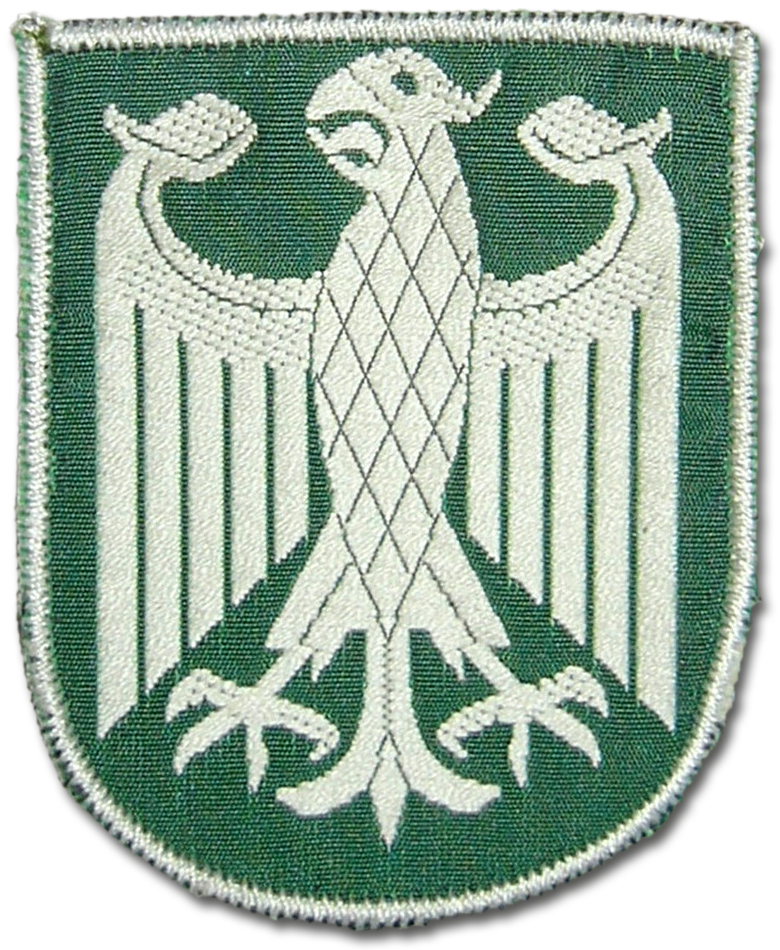
Нашивка Федеральної прикордонної служби (1952-1976)
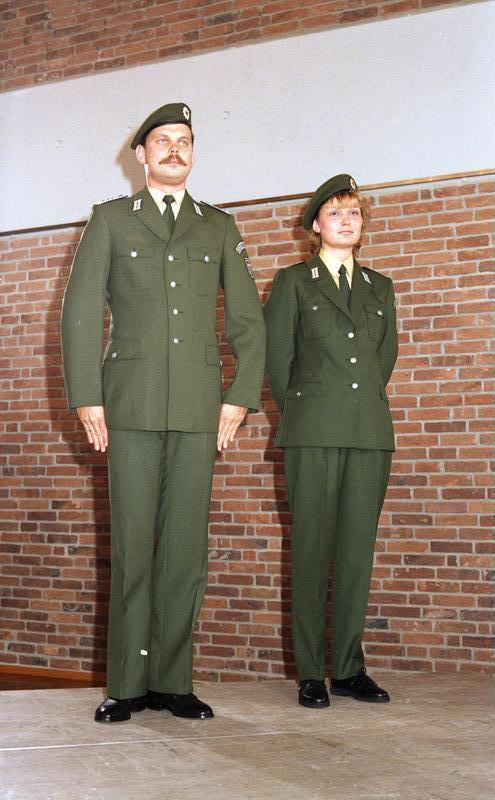
Форма Федеральної прикордонної служби

## Завдання
- Охорона кордону, що включає перевірку паспортів (тільки в аеропортах, оскільки всі сусідні країни входять до Шенгенської зони) та охорону морських кордонів. Оскільки Німеччина є учасником Шенгенської угоди, Федеральна поліція Німеччини є частиною Європейського агентства з охорони кордонів та берегів.
- Охорона федеральних будівель, наприклад Палацу Бельвю, резиденції Федерального президента Німеччини, будівель Федерального конституційного суду та Федерального верховного суду.
- Реагування на значні внутрішні події.
- Охорона міжнародних аеропортів та залізниці.
- Протидія тероризму (GSG 9).
- Діяльність повітряних маршалів (правоохоронці в літаках, завданням яких є недопущення захоплення літака терористами).
- Забезпечення міжнародних поліцейських місій ООН та Європейського союзу, наприклад в Косово та в Афганістані.
- Охорона деяких німецьких посольств
- Забезпечення рятувальних операцій на гелікоптерах.

Також Федеральна поліція може допомагати земельній поліції у виконанні її обов'язків на прохання земельного уряду. Зазвичай цим займається Поліція швидкого реагування (нім. Bereitschaftspolizei), яка допомагає у випадках демонстрацій, масових заворушень та надзвичайних ситуацій. Також є слідчі, які проводять розслідування в межах компетенції Федеральної поліції.

## Структура

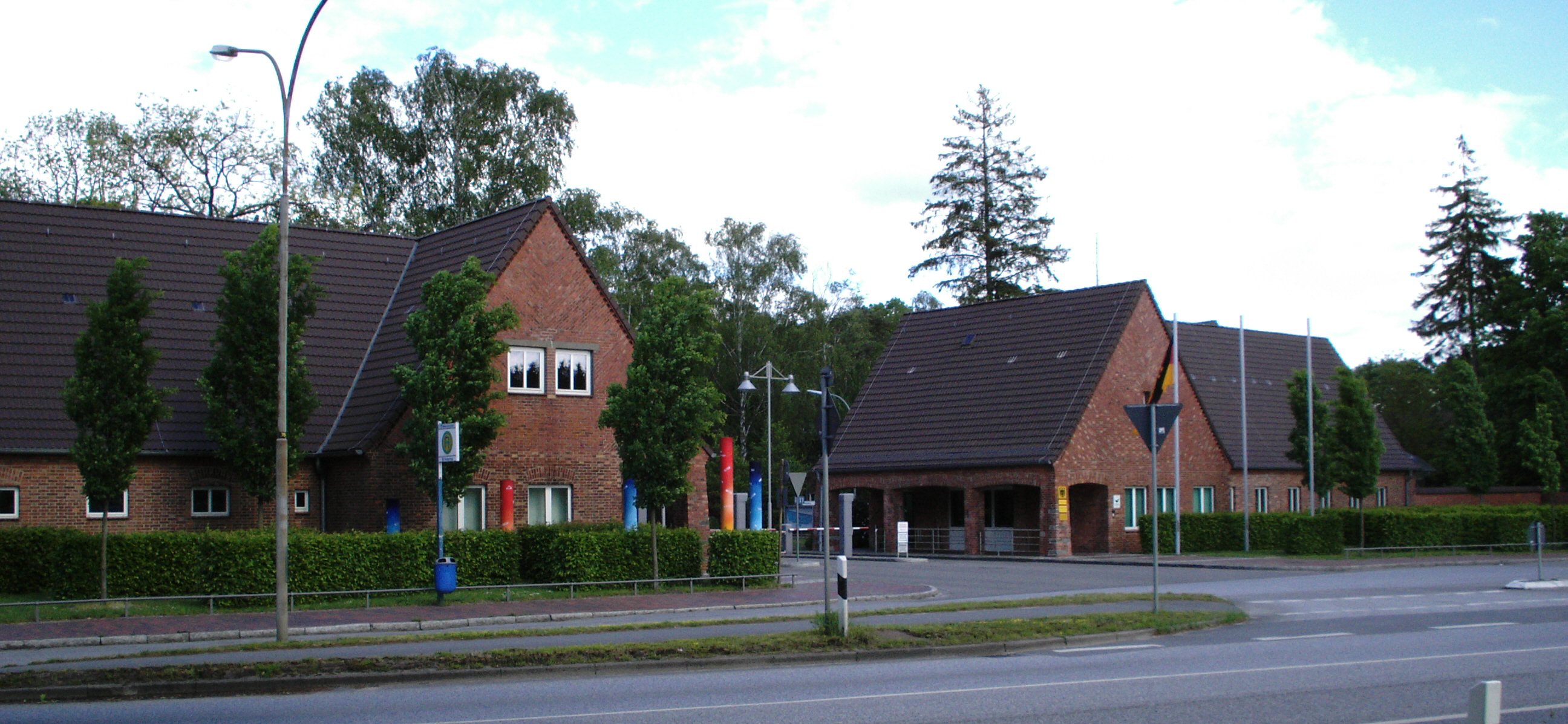
Поліцейська академія в місті Любек

У Федеральній поліції Німеччини є 9 регіональних відділів, кожен з яких має відділ розслідування та мобільний відділ інспекції та спостереження. У їхньому підпорядкуванні 67 місцевих відділків. Також у підпорядкуванні поліції перебувають центральна поліцейська академія в місті Любек та 5 поліцейських академій базової підготовки в містах Свістталь, Нойштреліц, Ерленбах, Вальсроде та Ешвеге.
Поліція швидкого реагування має свої відділи в містах Байройт, Деггендорф, Блумберг, Гюнфельд, Ільцен, Дудерштадт, Занкт-Аугустін, Бад-Бергцаберн, Бад-Дюбен та Рацебург.

### Спеціальні підрозділи
- Авіаційний підрозділ, який прямо підпорядкований Головному управлінню в Потсдамі. В ньому є 5 авіаційних ескадронів в містах Фюлендорф (північ), Блумберг (схід), Фульдатал (центр), Обершляйсгайм (південь) та Занкт-Аугустін (захід), у розпорядженні яких є 132 гелікоптери. Його обов'язки: спостереження за кордоном, спостереження за об'єктами залізниці, допомога під час серйозних інцидентів та катастроф в Німеччині і за кордоном, проведення повітряних пошукових операцій, пошук зниклих осіб, пошук злочинців, допомога земельним поліціям та іншим федеральним чи місцевим органам влади, транспортування осіб, яким загрожує небезпека, транспортування гостей федерального уряду.
- Спецпідрозділ GSG 9
- Федеральна поліція швидкого реагування (нім. Bundesbereitschaftspolizei) - спецпідрозділ призначений для припинення масових безладів, забезпечення публічної безпеки та охорони публічного порядку під час зборів, мітингів, демонстрацій та інших масових заходів.
- Підрозділи забезпечення доказів та затримання (нім. Beweissicherungs- und Festnahmeeinheiten, абр. BFE) -  це спеціалізовані німецькі поліцейські сили, що входять до складу мобільних поліцейських підрозділів (нім. Polizeikräfte) земельних поліцій та федеральної поліції. Вони виконують особливі завдання зі збереження доказів та затримання підозрюваних у вчиненні злочинів, а також надають підтримку іншим поліцейським підрозділам під час поліцейських операцій.
- Центральний офіс комунікацій та інформації.
- Водна поліція.

### Регіональні відділення
|  | Відділення в Бад-Брамштеді обслуговує землі Шлезвіг-Гольштейн та Мекленбург-Передня Померанія Відділення в Ганновері обслуговує землі Бремен, Гамбург та Нижня Саксонія Відділення в Занкт-Аугустіні обслуговує землі Північний Рейн-Вестфалія Відділення в Кобленці обслуговує землі Саар, Рейнланд-Пфальц та Гессен Відділення в Штутгарті обслуговує землі Баден-Вюртемберг Відділення в Мюнхені обслуговує землі Баварія Відділення в Пірні обслуговує землі Саксонія, Саксонія-Ангальт та Тюрингія Відділення в Берліні обслуговує землі Берлін та Бранденбург Відділення в Аеропорті Франкфурта |

### Співробітники
В Федеральній поліції Німеччини працює 40 000 осіб, з яких:
- 30 000 офіцерів поліції
  - 21 000 забезпечують охорону кордонів, залізниці та аеропортів
  - 6 000 служать в Поліції швидкого реагування
  - 3 000 служать в цих підрозділах:
    - Центральний офіс комунікацій та інформації
    - GSG 9
    - Авіаційний підрозділ
- 10 000 цивільних працівників
  - 6 800 працівників, які виконують адміністративні функції та функції підтримки
  - 2 000 міграційних інспекторів

## Транспортні засоби

### Автомобілі
Найбільш поширеними автомобілями Федеральної поліції є:
- BMW 5 Серії
- Volkswagen Passat
- Volkswagen Golf
- Volkswagen Transporter

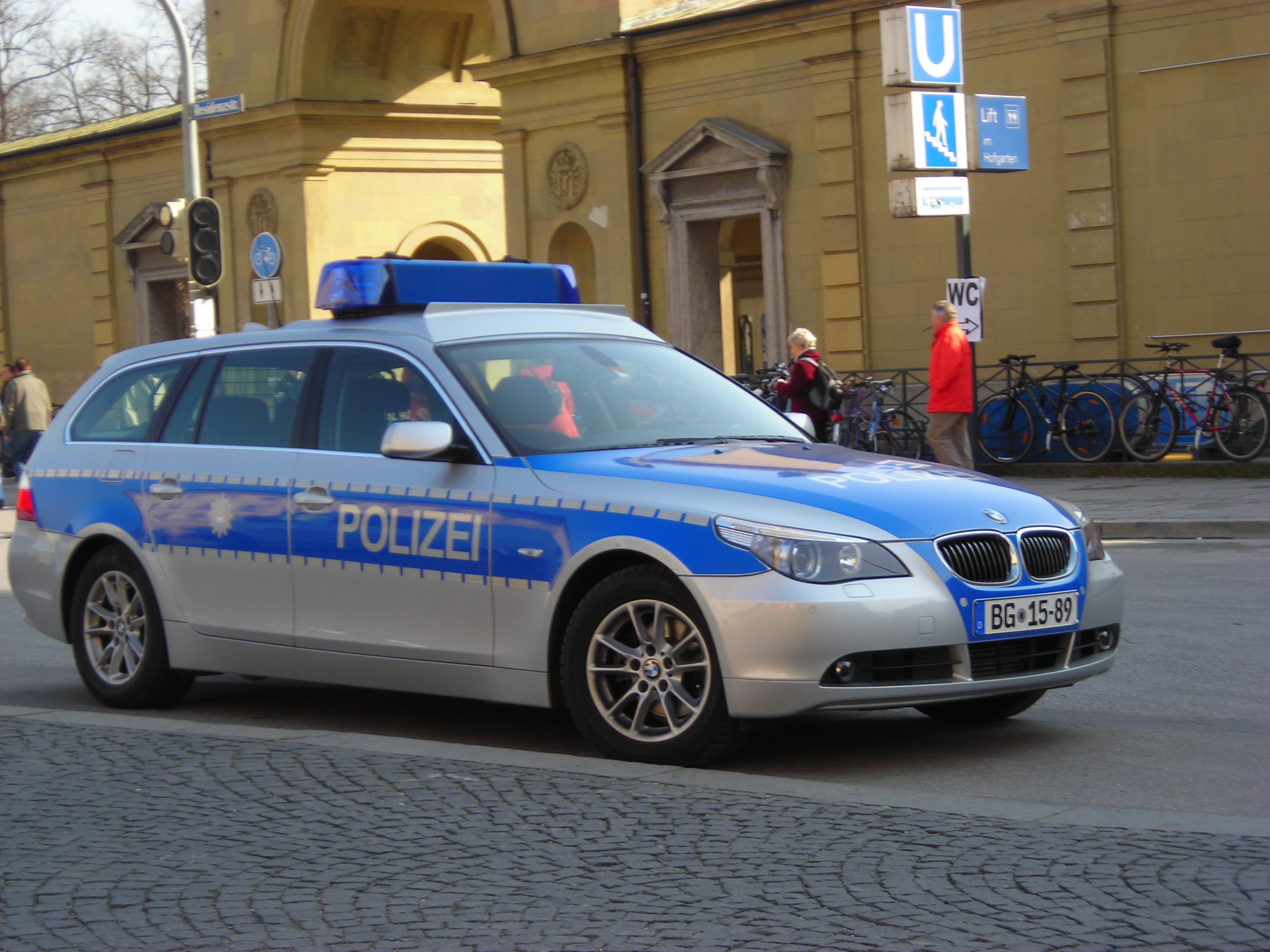
BMW E61
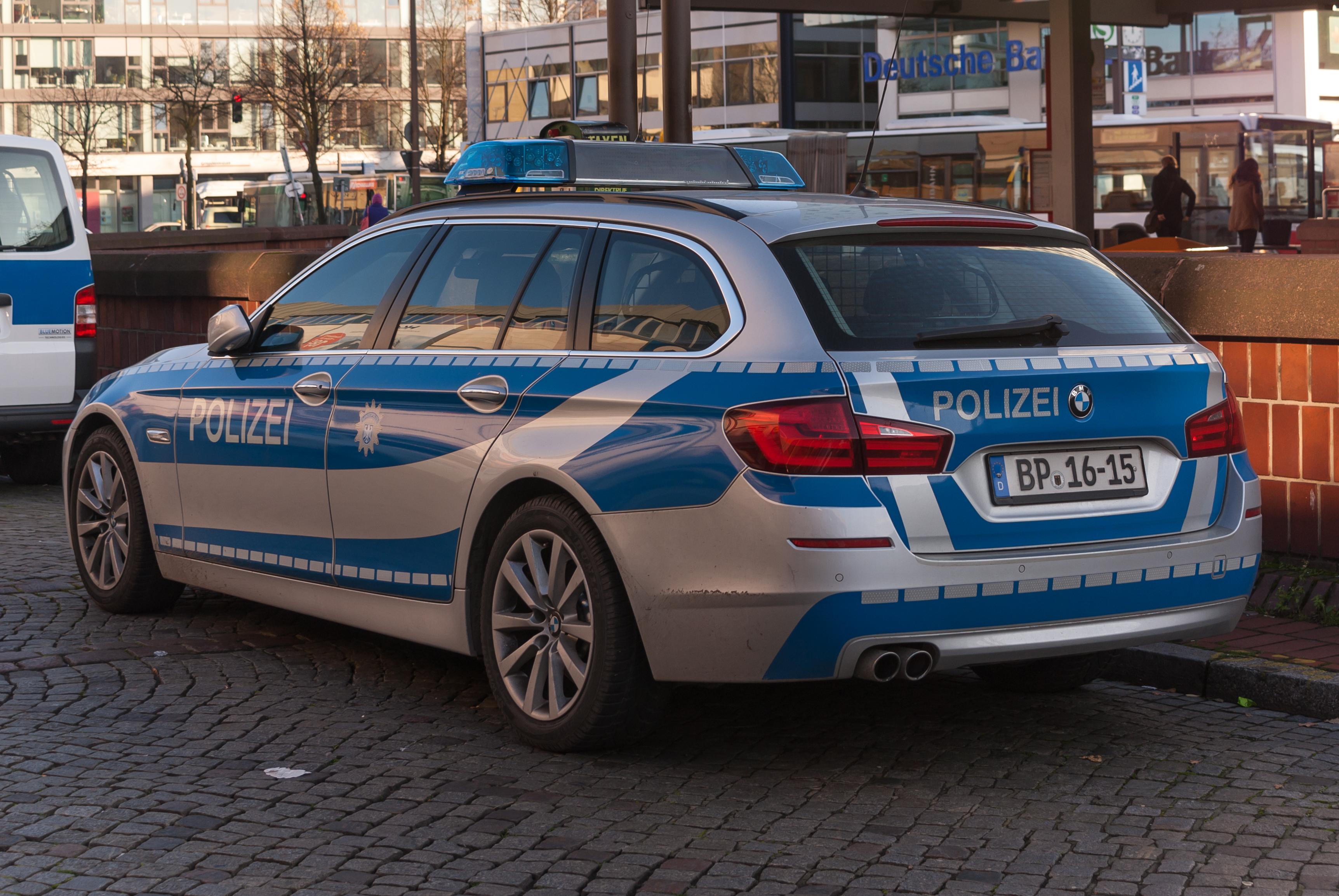
BMW F11
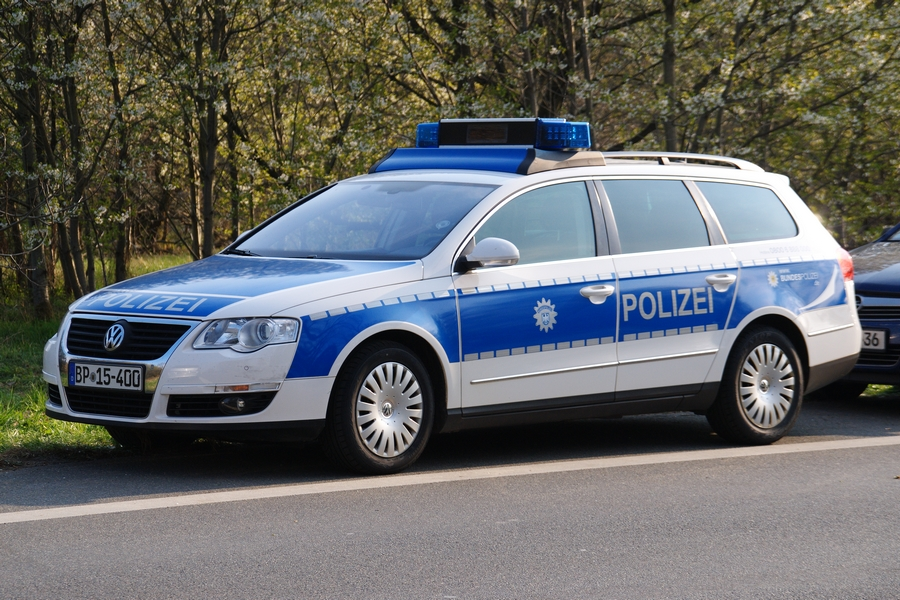
Volkswagen Passat
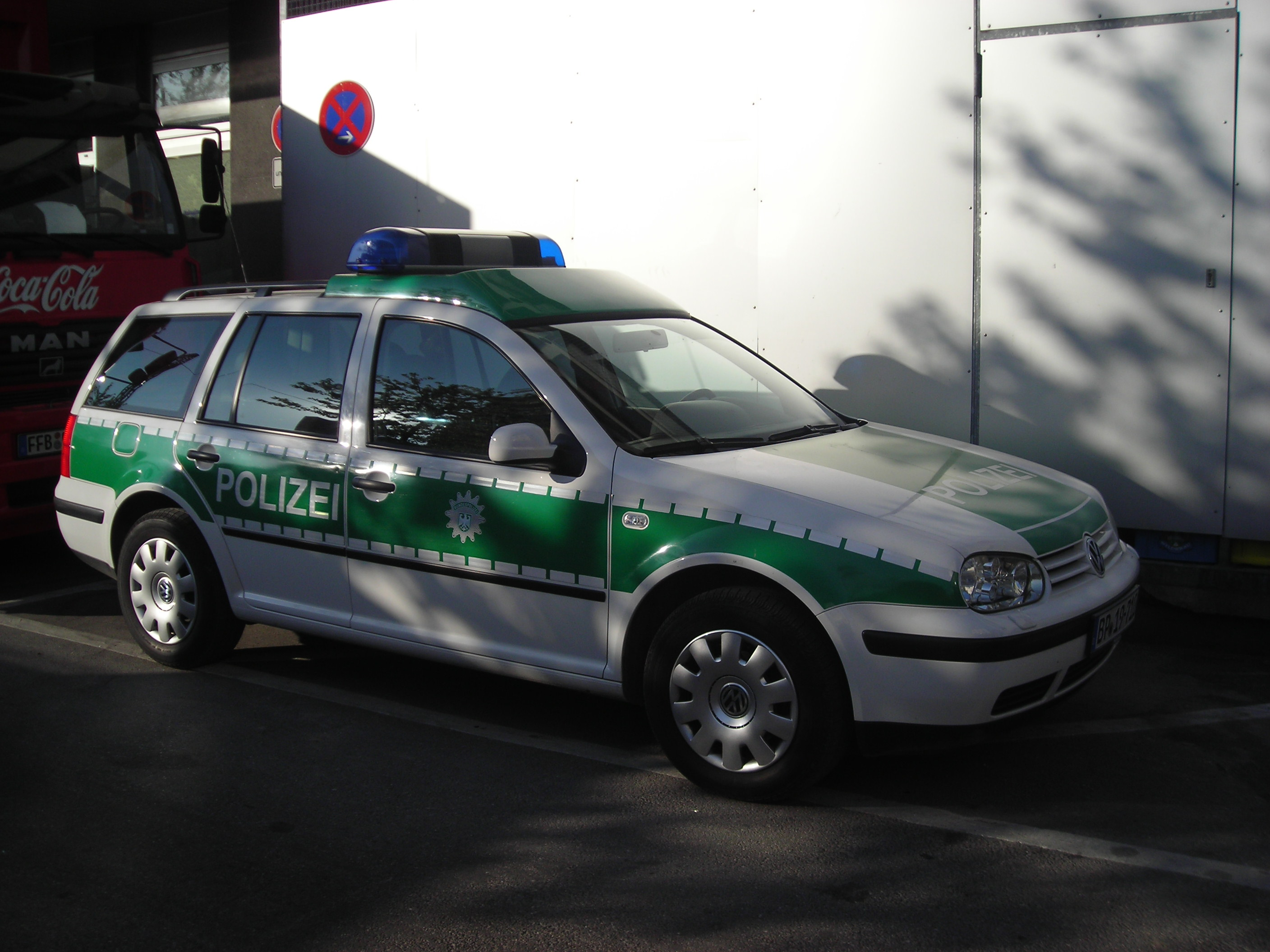
Volkswagen Golf
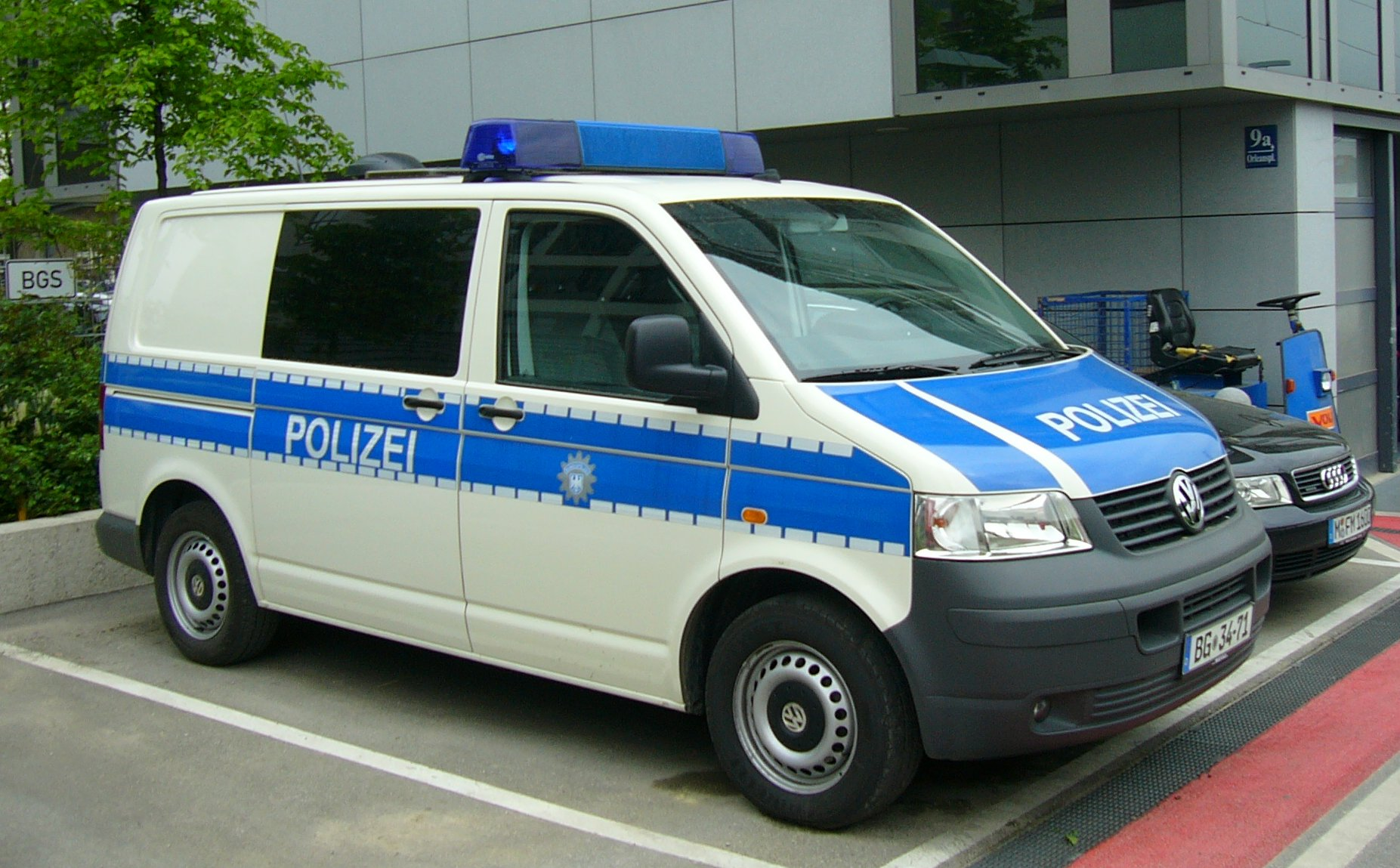
Volkswagen Transporter

### Гелікоптери
Федеральна поліція Німеччини має в своєму розпорядженні 132, що є найбільшим цивільним авіафлотом в Європі. Використовуються такі моделі:
- Eurocopter EC-120 (тренувальний гелікоптер)
- Eurocopter EC 135 (багатоцільовий гелікоптер)
- Eurocopter EC 155 (транспортний гелікоптер)
- Eurocopter Super Puma (транспортний гелікоптер)
- Bell 212 (рятувально-транспортний гелікоптер)

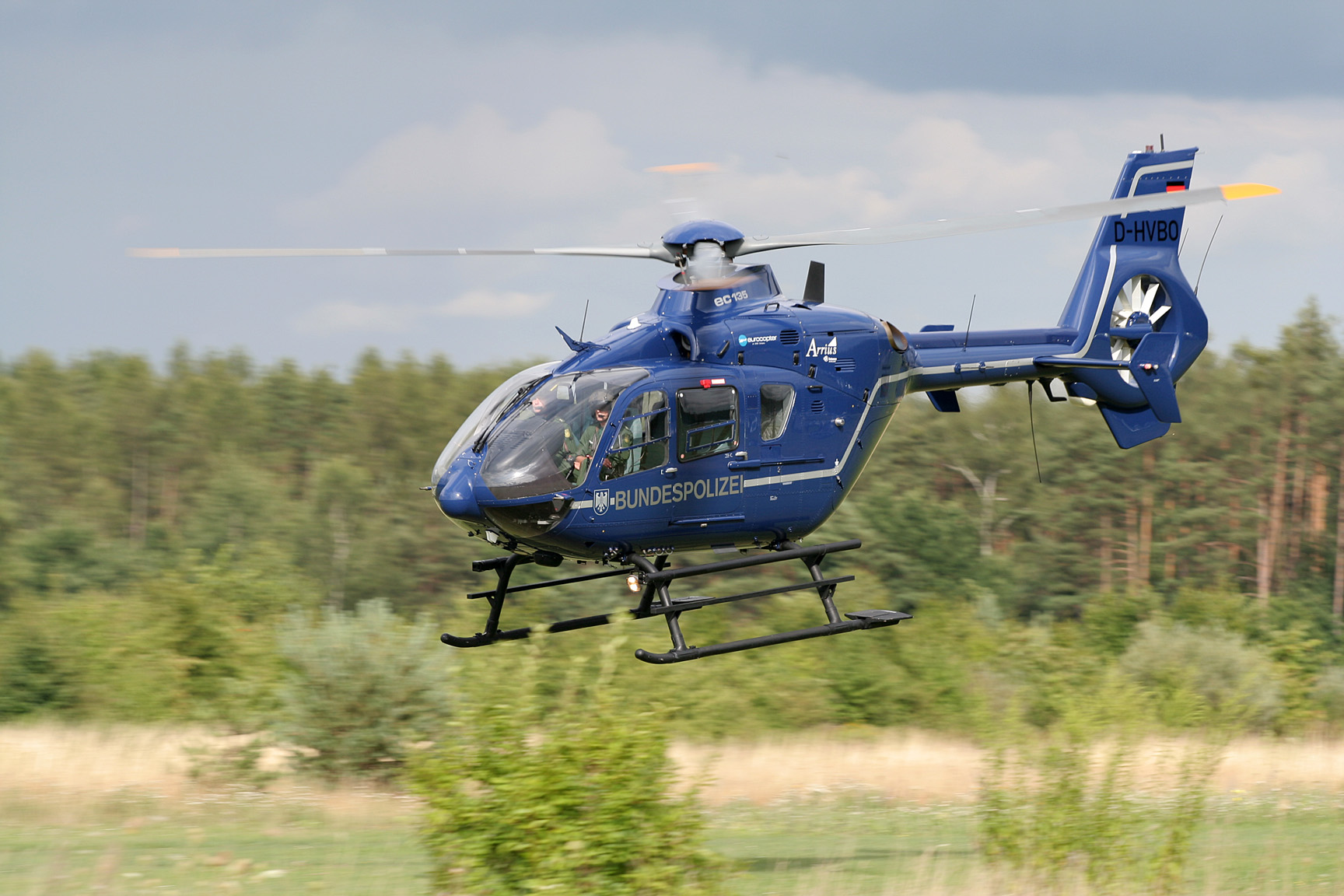
Eurocopter EC 135
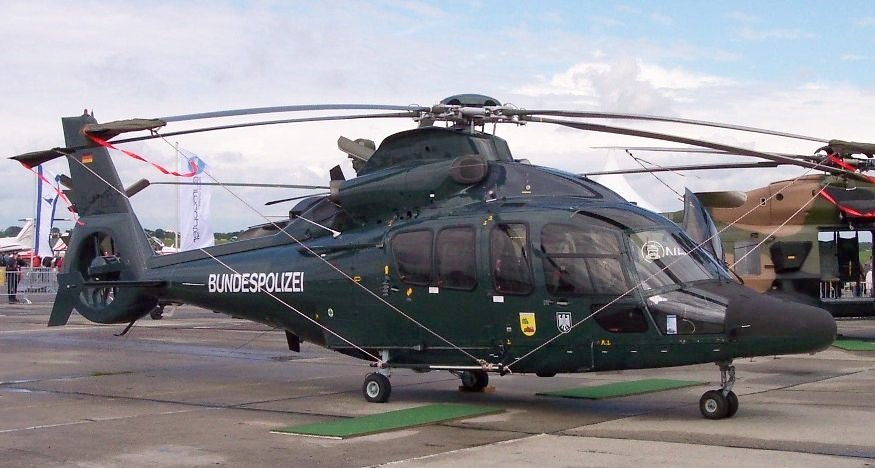
Eurocopter EC 155
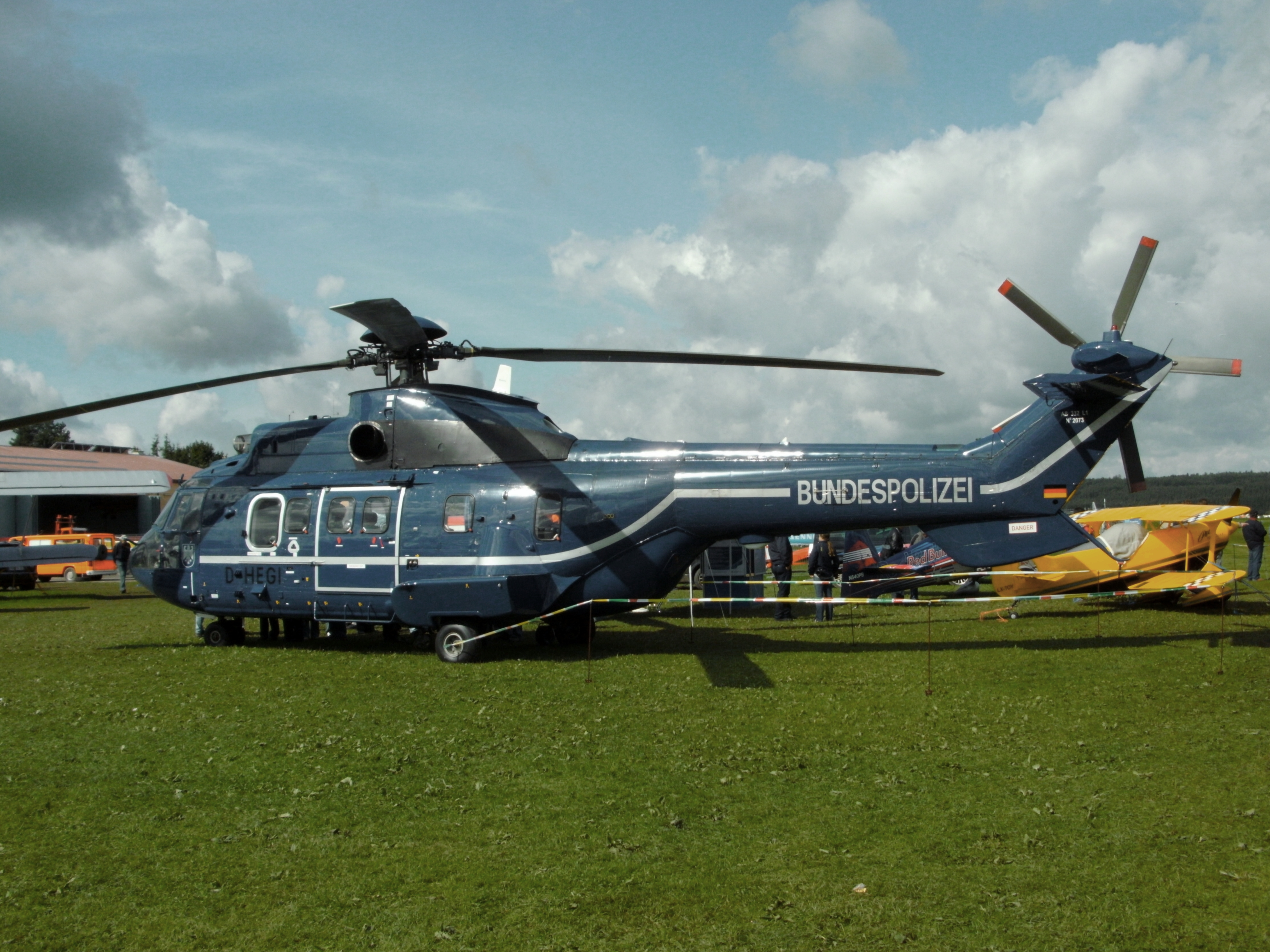
Eurocopter Super Puma

### Водний транспорт
Для виконання завдань в територіальних та міжнародних водах Федеральна поліція Німеччини використовує 6 кораблів («Бредштедт», «Нойштреліц», «Бад Дюбен», «Бад Брамштедт», «Байрот» і «Ешвеге») та 6 патрульних катерів («Альтмарк», «Борде», «Прігніц», «Рон 2», «Укермарк» і «Реттін»).

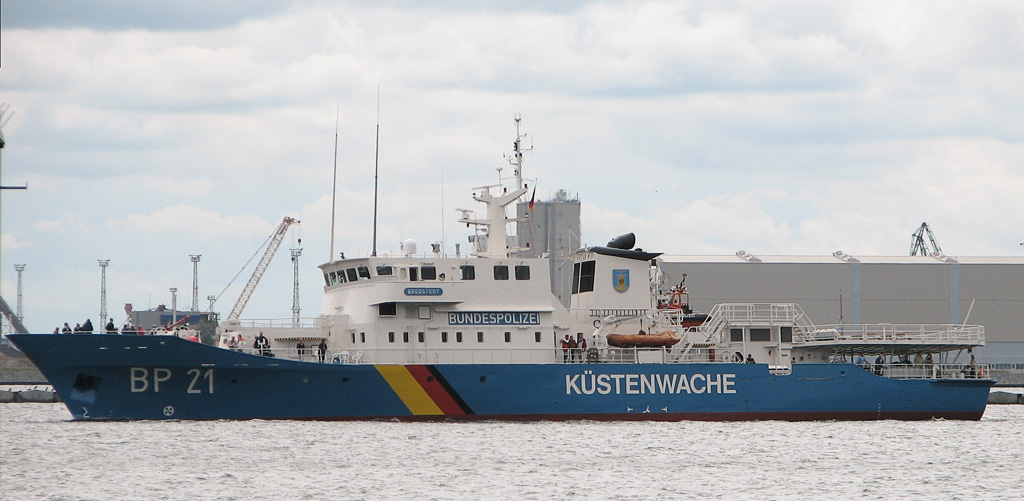
«Бредштедт»
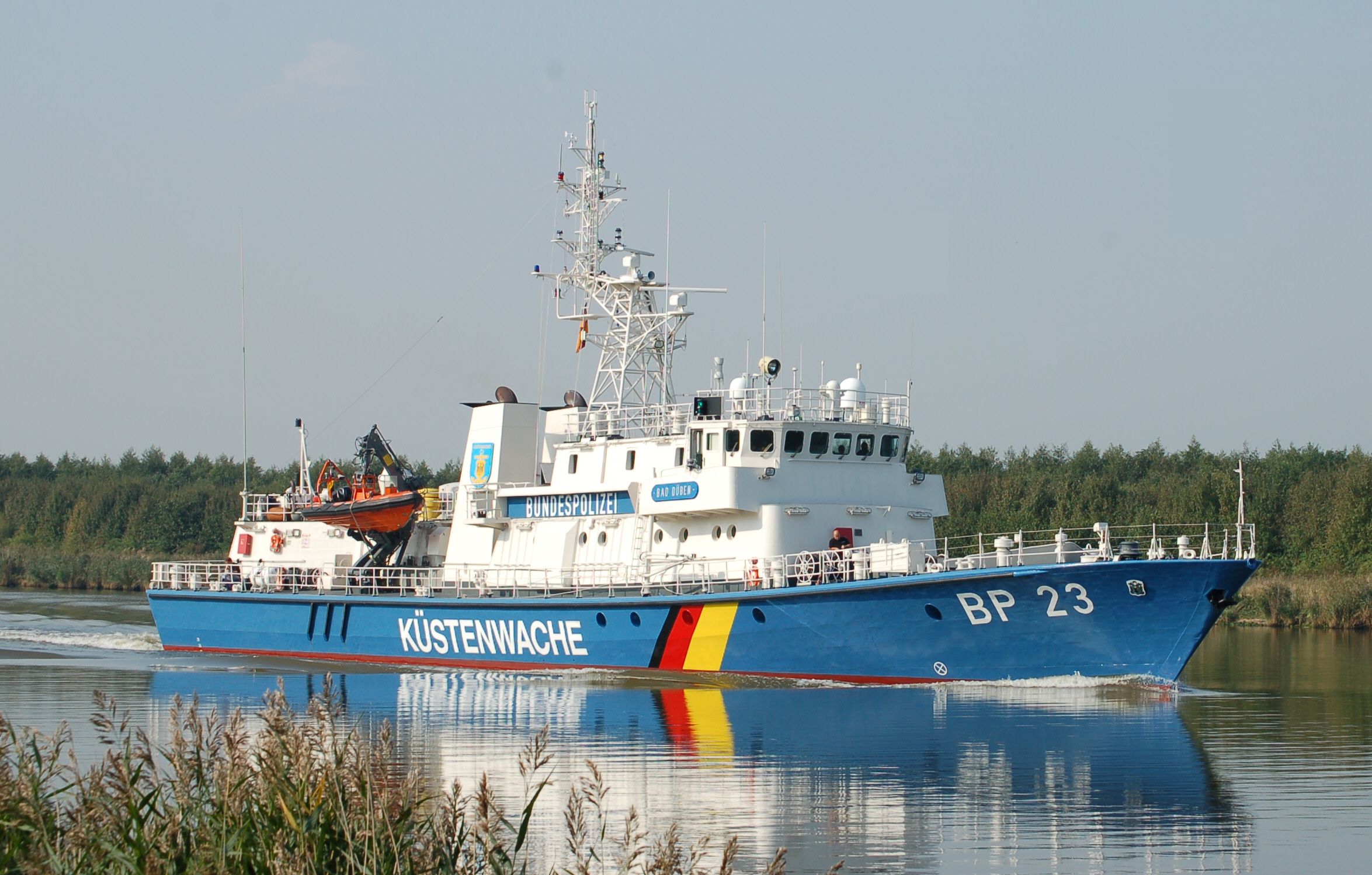
«Бад Дюбен»
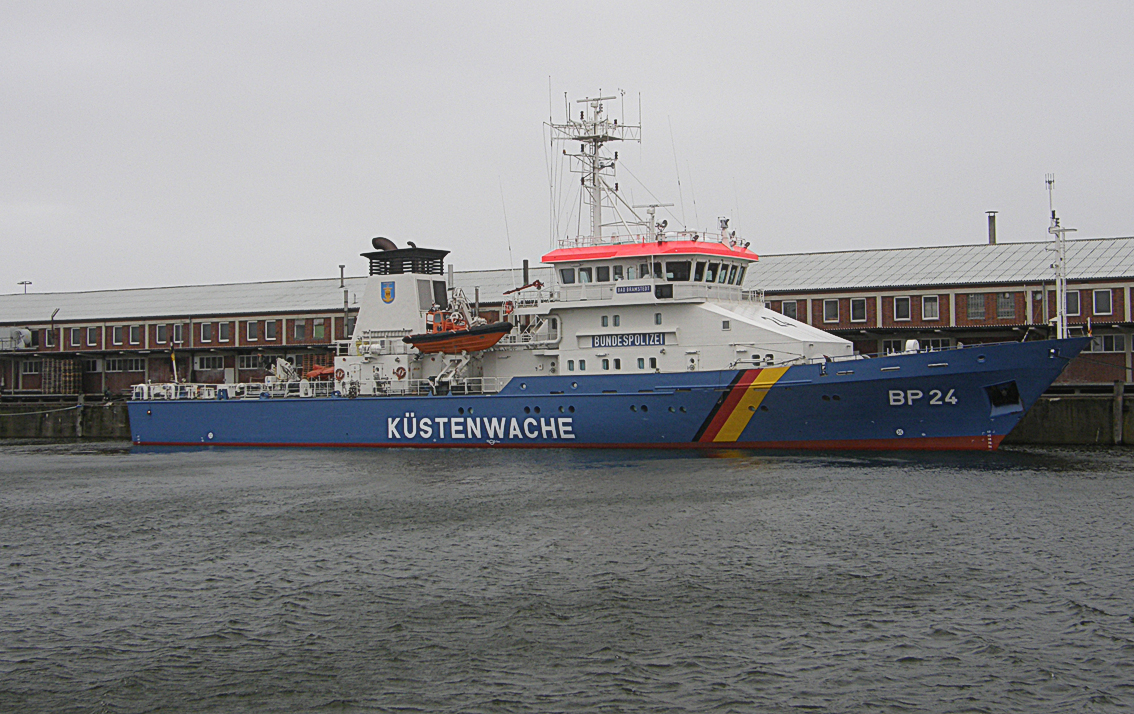
«Бад Брамштедт»
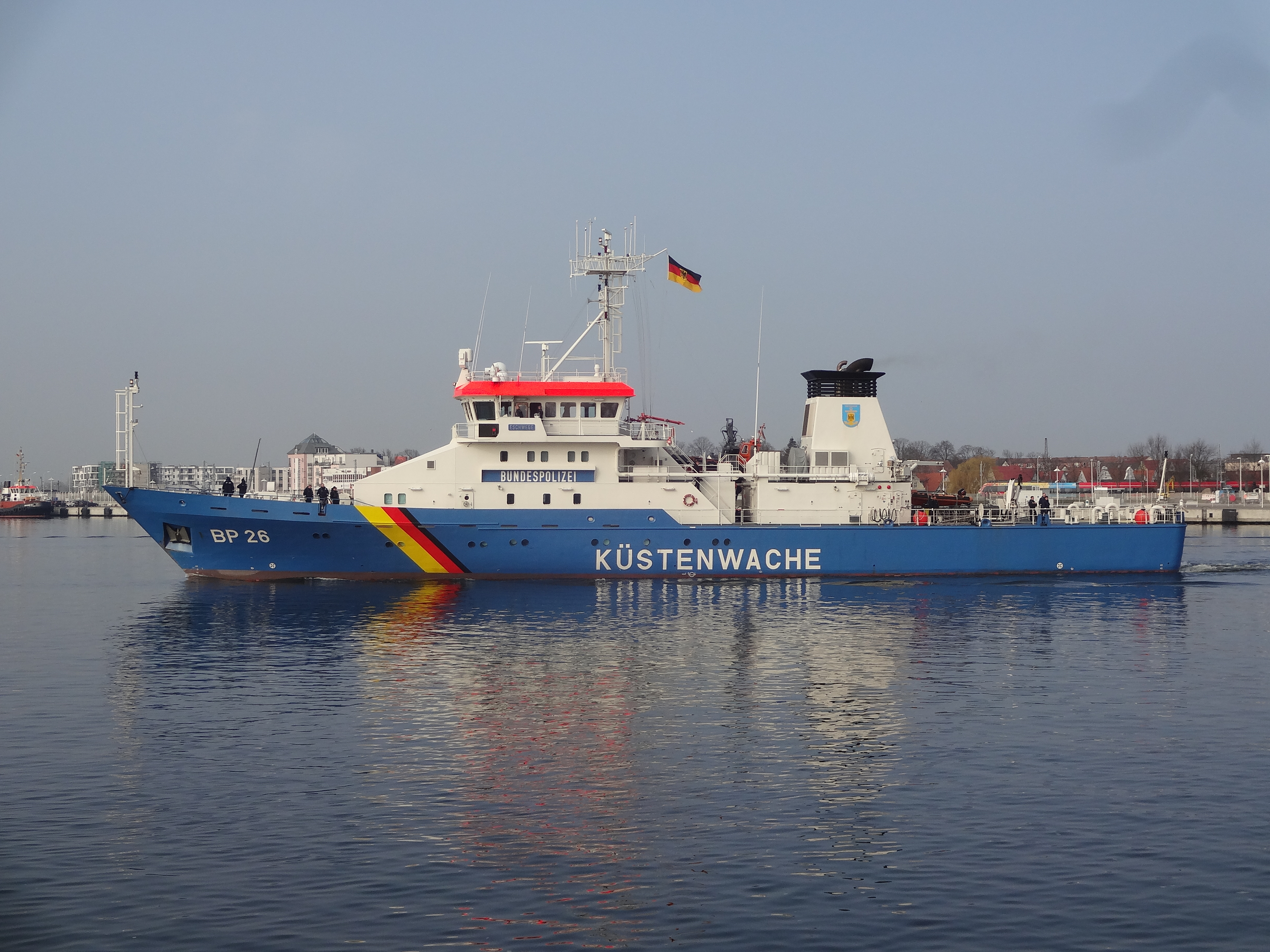
«Ешвеге»

### Номерні знаки

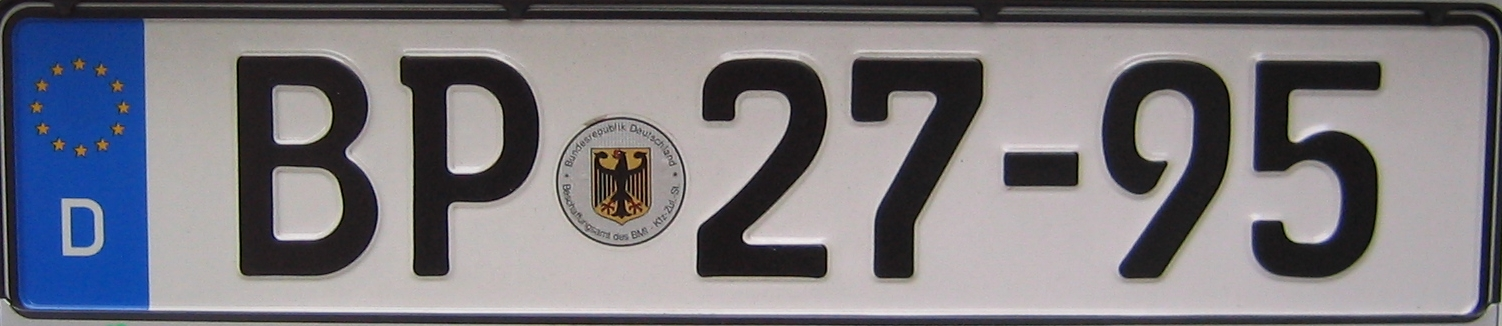
Номерний знак Федеральної поліції

Федеральна поліція має номерні знаки вигляду BP xx-yyy (на старих знаках може бути BG замість BP), де yyy — порядковий номер з 1-3 цифр, xx — цифра від 10 до 55, що означає тип транспортного засобу:
- 10-12 — мотоцикли
- 15-29 — автомобілі
- 30-39 — вантажівки
- 40-49 — вантажівки та автобуси
- 50-54 — броньовані автомобілі
- 55 — трейлери

## Звання
До початку 2000-х років звання та знаки розрізнення Федеральної поліції Німеччини (до 1990 р. — Західної Німеччини) та Прикордонної служби були такими самими, як у поліції часів Веймарської республіки та 3-го рейху, тоді як у земельних поліціях були свої звання. Ці знаки розрізнення були майже такими ж, як у Народній поліції Східної Німеччини, і відрізнялися лише кількістю зірок для відповідних звань.
2003 р. була запровадження система знаків розрізнення та звань, єдина для Німеччини, яка за зовнішнім виглядом більше не мала нічого спільного зі старою системою.
- Рядовий особовий склад (нім. Mittlerer Dienst)

Офіцер-стажер (Polizeimeisteranwärter)
Офіцер підтримки (Bundespolizeiliche Unterstützungskraft)
Офіцер (Polizeimeister)
Старший офіцер (Polizeiobermeister)
Головний офіцер 1 рангу (Polizeihauptmeister)
Головний офіцер 2 рангу (Polizeihauptmeister mit Amtszulage)

- Старший особовий склад (Gehobener Dienst)

Комісар-стажер (Polizeikommissaranwärter)
Комісар (Polizeikommissar)
Старший комісар (Polizeioberkommissar)
Головний комісар 1 рангу (Polizeihauptkommissar I)
Головний комісар 2 рангу (Polizeihauptkommissar II)
Перший головний комісар (Erster Polizeihauptkommissar)

- Вищий особовий склад (Höherer Dienst)

Супернтендант-стажер (Polizeiratsanwärter)
Суперінтендант (Polizeirat)
Старший суперінтендант (Polizeioberrat)
Директор (Polizeidirektor)
Старший директор (Leitender Polizeidirektor)
Віце-голова департаменту (Vizepräsident in einer Bundespolizeidirektion)
Голова департаменту (Präsident einer Bundespolizeidirektion)
Віце-президент головного управління (Vizepräsident des Bundespolizeipräsidiums)
Президент головного управління (Präsident des Bundespolizeipräsidiums)

## Критика
Федеральну поліцію Німеччини неодноразово звинувачували у расизмі. Найбільшим расистським скандалом була смерть суданця Ааміра Агіба під час його депортації в 1999 році. Офіцери прикордонної служби силою посадили його на літак до Судану, прив'язали його до крісла кількома мотузками та наручниками та вдягли шолом йому на голову. Через деякий час він задихнувся.
В 2013 році Федеральна поліція Німеччини здобула Премію Великого брата — щорічну премію за найгрубіше порушення недоторканності приватного життя і свободи громадян органами державної влади. Цю антипремію присуджено за те, що на контрольно-пропускних пунктах офіцери Федеральної поліції затримували для перевірки без роз'яснення причин людей, які виділялися своєю расовою, етнічною, національною чи іншою ознакою.
Були неодноразові скарги на расистське поводження з ними офіцерів Федеральної поліції. З 2009 до 2013 було нараховано 57 випадків, у яких жертви або свідки скаржилися, що офіцери піддавали дискримінації людей через їхнє іноземне походження чи колір шкіри.

## Галерея

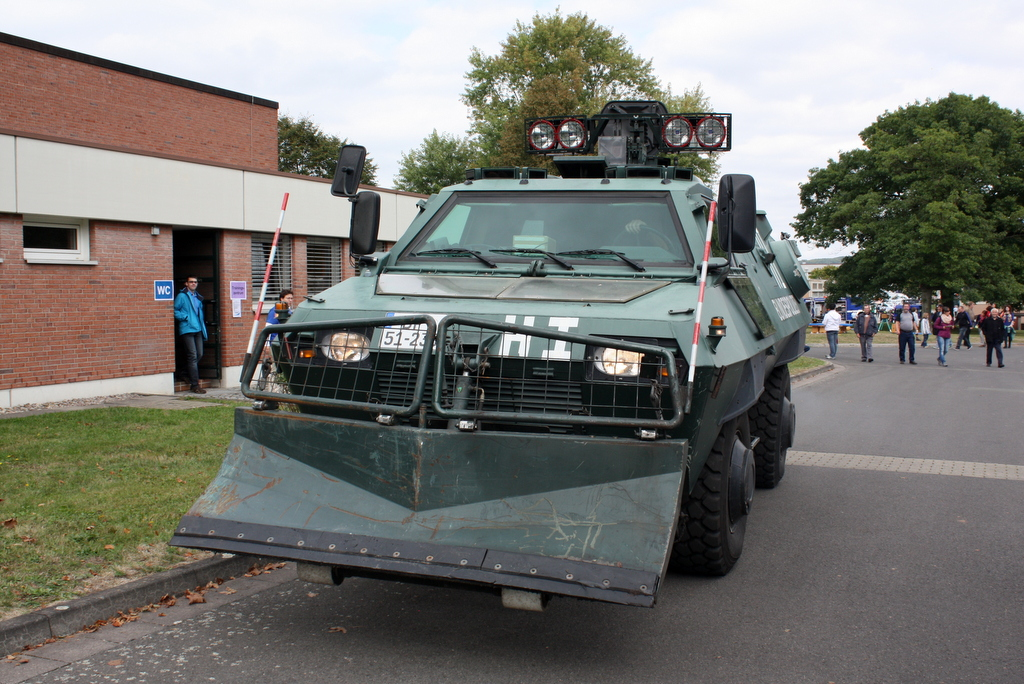
Бронеавтомобіль
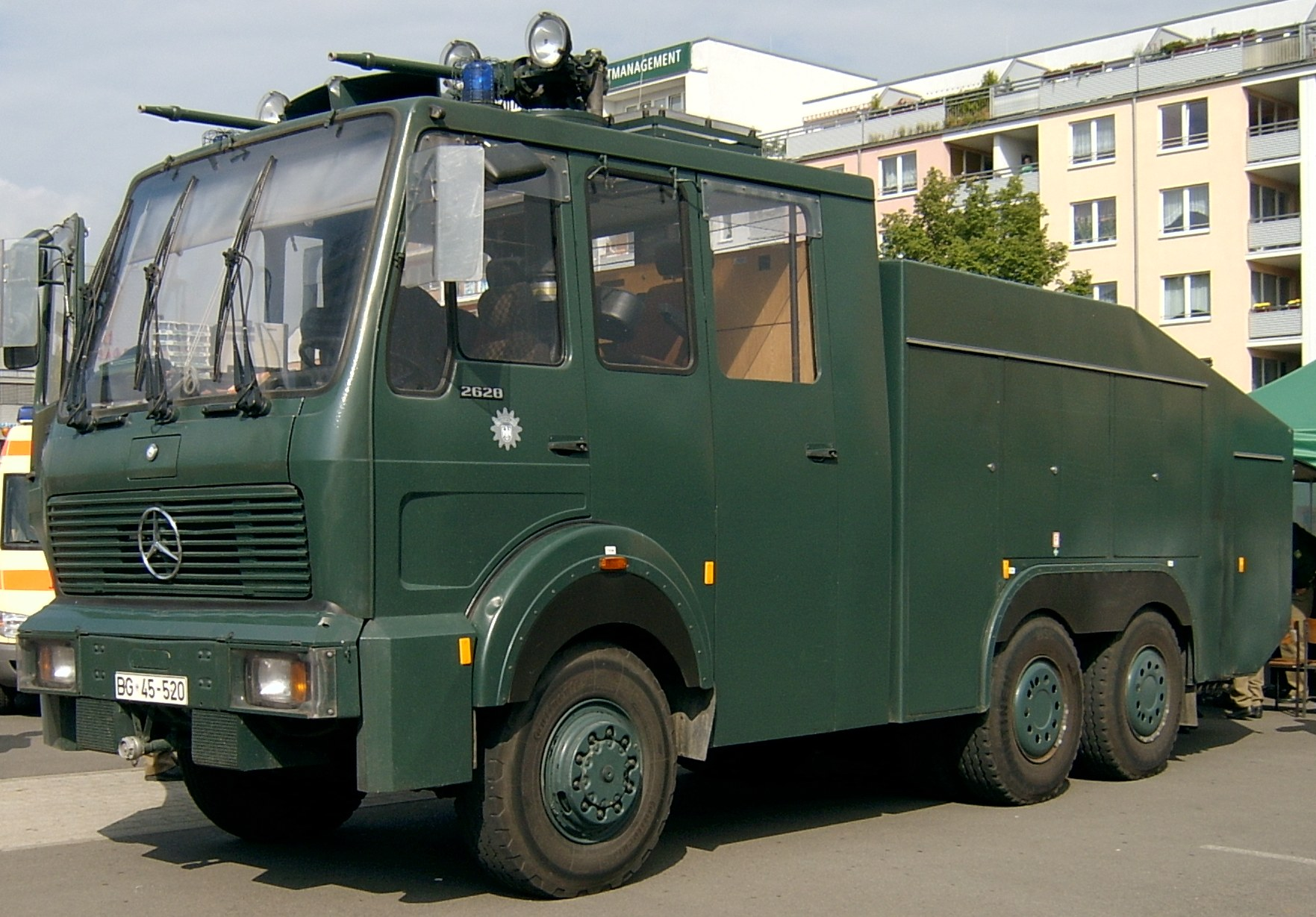
Водомет
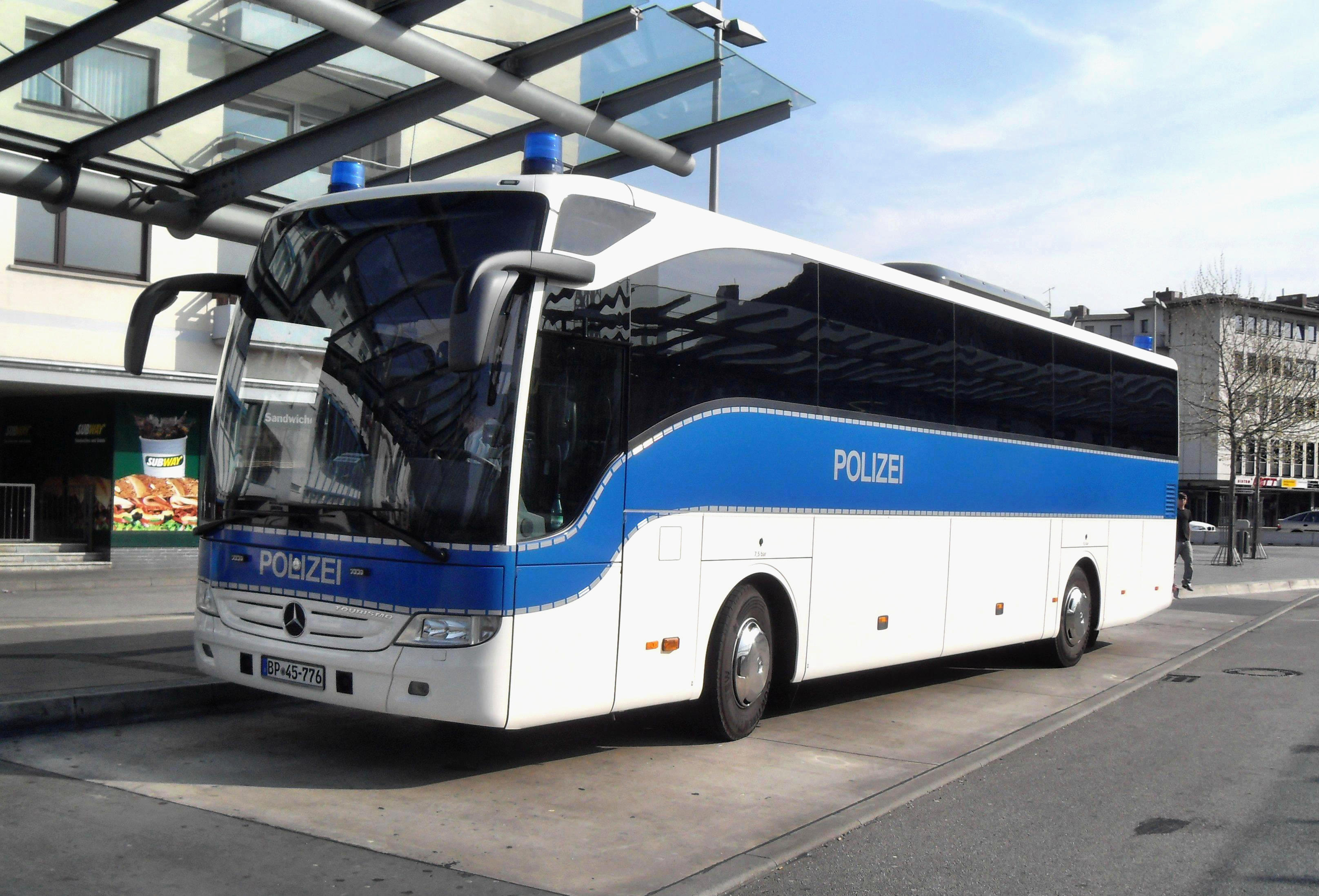
Автобус
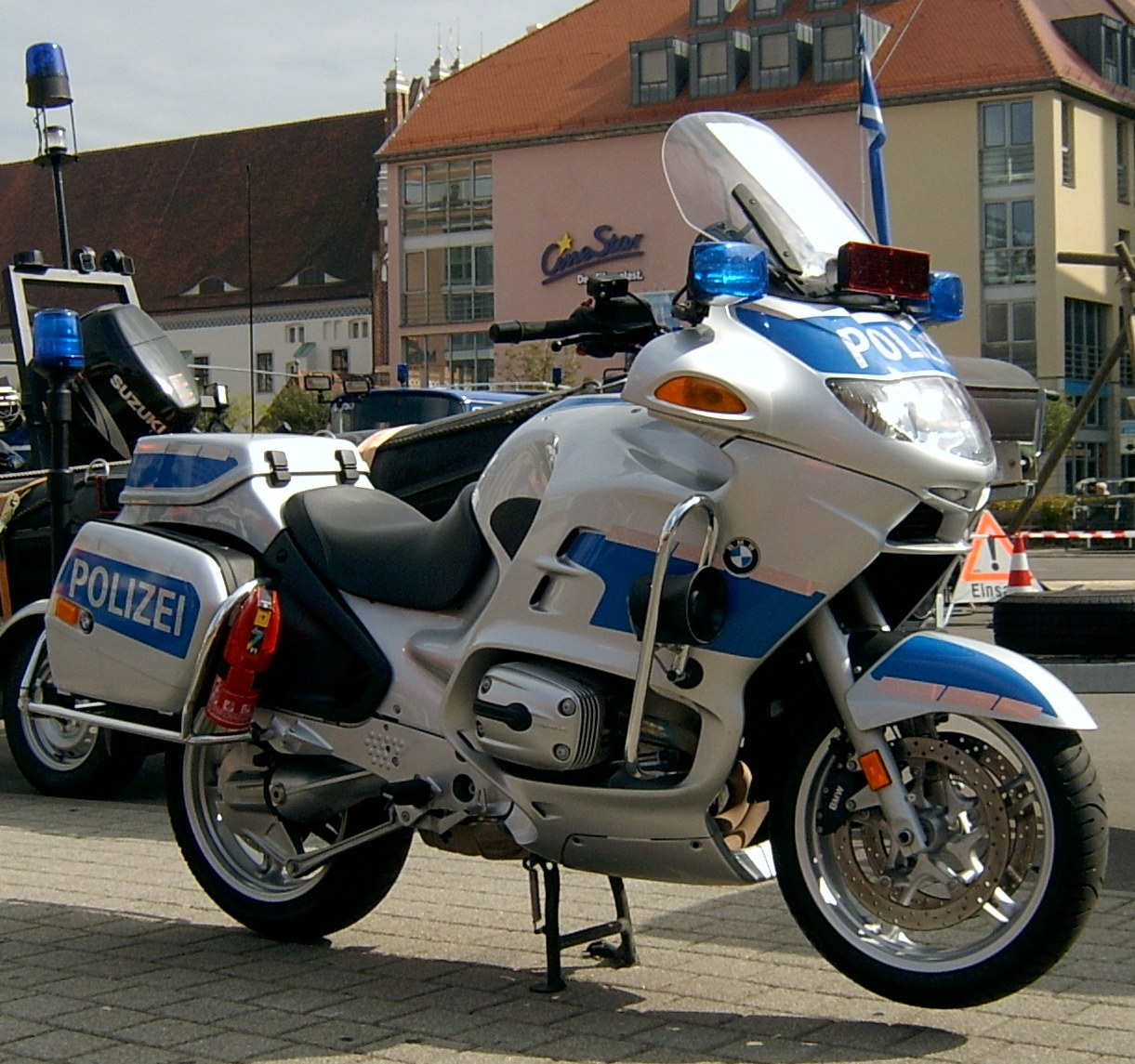
BMW R1150RT
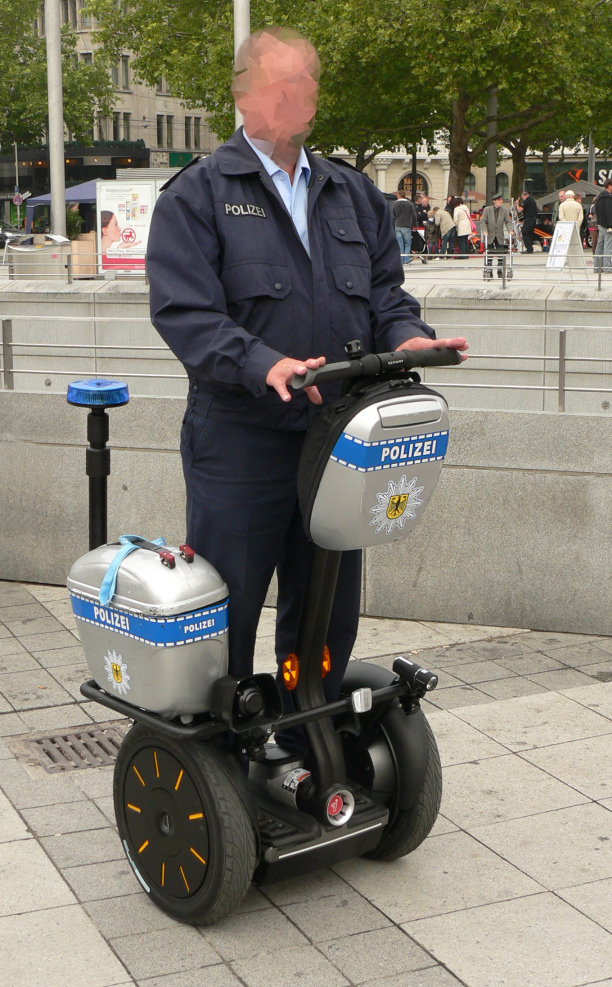
Сеґвей
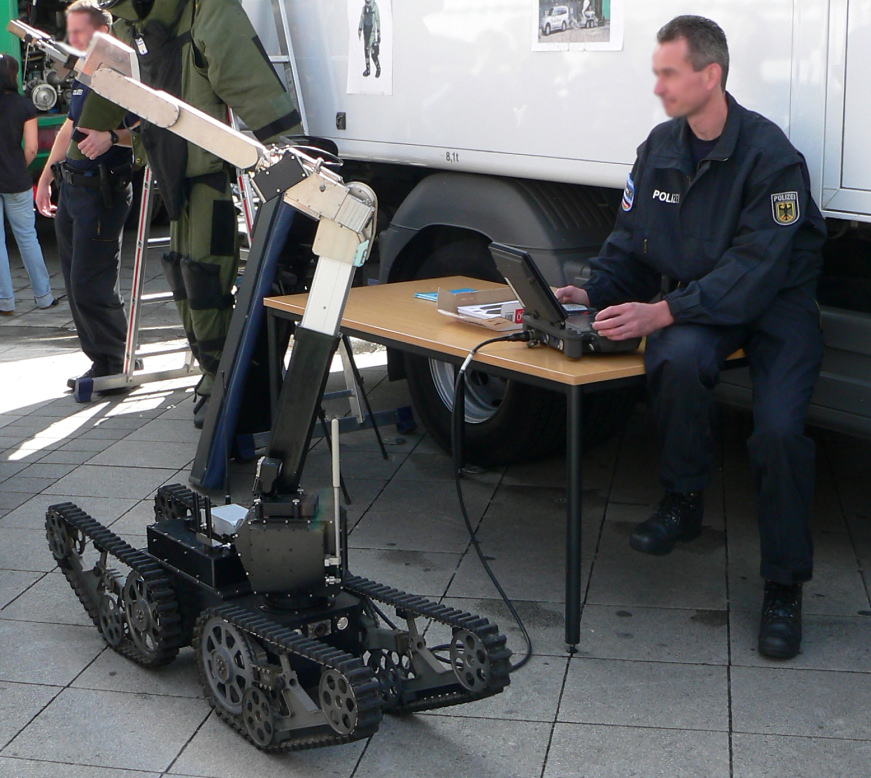
Робот
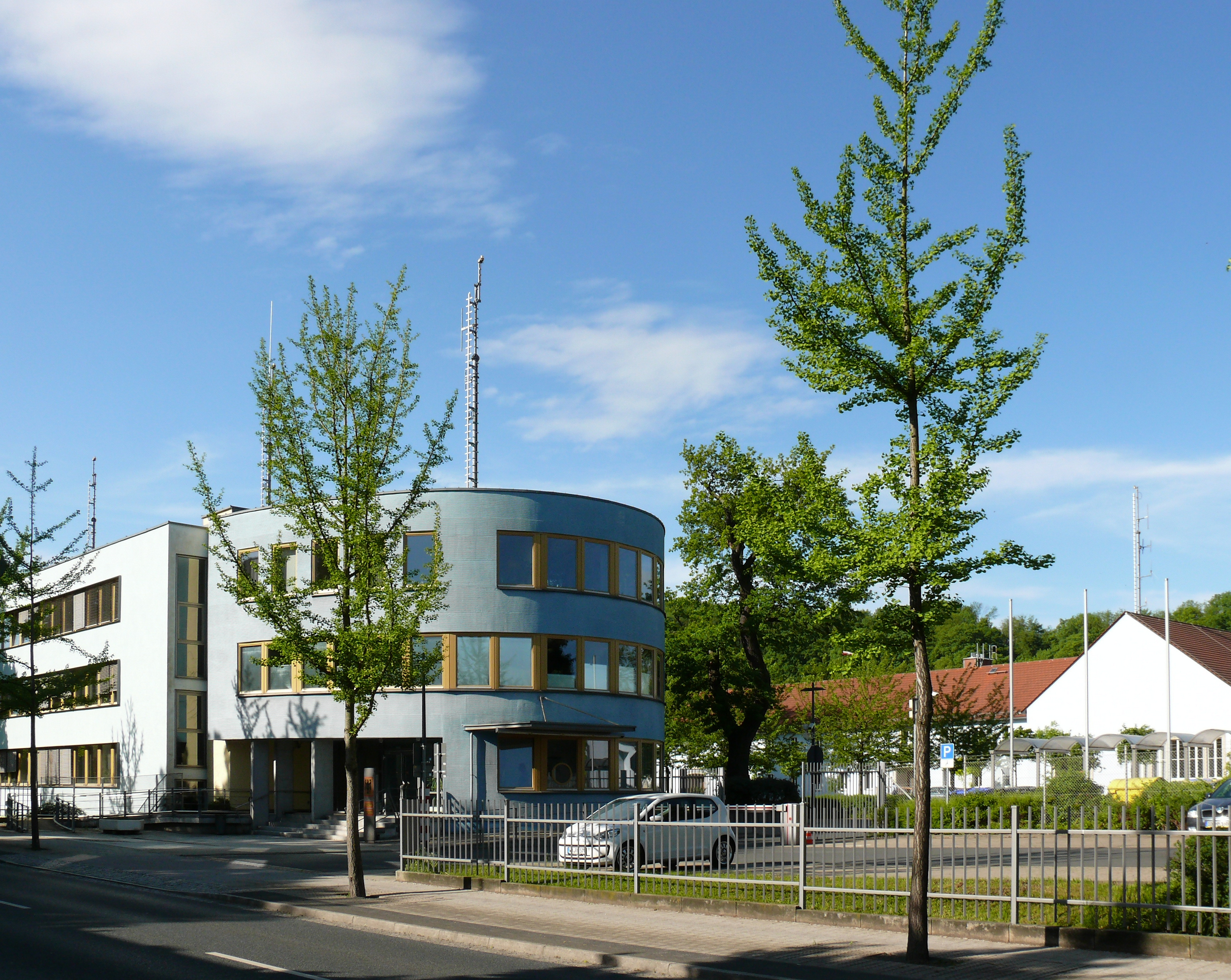
Будівля регіонального відділення в Пірні